# Бегендяцька Пастіль
Бегендяцька Пастіль — село в Україні, у Закарпатській області, Ужгородському районі. Населення 206 чоловік.
Село розташоване у гірській місцевості на лівому березі Ужа, на схід від Малого Березного.
Його назва має неоднозначне походження: Begengyát ї вважається особистим ім'ям, а Pásztély походить від слов'янської назви — пастух.
Село вперше згадується в 1602 році під назвою Begengyát Pasztely.  Очевидно, село засноване, подібно до інших верховинських сіл Березнянщини, шолтесом з переселенцями,на рубежі XVII - XVIII століть. Тоді Унгварська камеральна домінія для зручності господарювання розділилася на чотири округи.
Податкові відомості за 1715 рік облікували в Бегендяцькій Пастелі 9 залежних селянських господарств.
У 1773 році називалося — Begengyat Pasztely, 1782—1784 рр. Begengyátpásztély, в 1808 році Begengyat-Pásztély.
Назва села близько 1800 року — Бегендяцька Пастіль.

## Храми
Храм св. арх. Михайла. 1798.
Дерев'яну будівлю св. арх. Михайла в доброму стані, з двома дзвонами, забезпечену всіма образами, згадують у 1751 р.
Нинішня церква збудована 1798 р. на новому місці; за способом будівництва нагадує муровані базилічні церкви, але зовні важко помітити, що споруда дерев'яна. Дахи вкрили бляхою поверх ґонту на початку 1960-х років, а в 1986 р. стіни оббили драницями і заштукатурили. Лише нахил стін та їх певна кривина вказують на те, що церква дерев'яна. Нава має аркові вікна, а п'ятигранний вівтар — маленькі квадратні. На північній стіні нави влаштовано двері, а до західних дверей приєднано щось на зразок захищеного коридору. Всередині бабинець відділено від нави лише двома колонами, стелі — плоскі. Гарно вирізьблено бароковий іконостас своєрідної форми, але ікони вже перемальовані. Настінне малювання виконав Й. Волосянський. Оскільки маленька барокова турня не була розрахована на вагу дзвонів, перед головним фасадом церкви поставили каркасну одноярусну дерев яну дзвіницю, за формою досить близьку до старих дзвіниць. Великий дзвін відлив Ф. Еґрі в 1923 р. Малий дзвін зберігся з часу спорудження церкви. Латинський напис на ньому свідчить, що відлили його в Пряшеві в 1803 р. майстри Пауль ПІміц та Франц Легерер. Нижче — нерозбірливий кириличний напис, очевидно, повторює латинський. Далі вирізано: «Белень А Б Пастель». Кам'яний хрест коло дзвіниці поставлено в 1907 р. Біля церкви поховано в 1898 р. Івана Когута, який, як розповідають, мав відношення до спорудження (чи, може, облаштування) церкви. Вище та нижче церкви лежать купи каміння, завезеного в кінці 1930-х років для спорудження мурованої церкви.
Проект мурованої церкви вартістю 110 тисяч 387 чехословацьких корон виконав архітектор Е. Еґреші в 1938—1939 роках, але згодом почалася війна, а потім прийшла радянська влада і збудувати нову церкву не вдалося.

## Туристичні місця
- Храм св. арх. Михайла. 1798.
- прогулянковий маршрут: с. Бегендяцька Пастіль - оз. Брештаново - с. Бегендяцька Пастіль - гребнем хребта на Пд. - с. Пастілки
- озеро Брештаново 

## Населення
Згідно з переписом УРСР 1989 року чисельність наявного населення села становила 225 осіб, з яких 112 чоловіків та 113 жінок.
За переписом населення України 2001 року в селі мешкало 190 осіб.

### Мова
Розподіл населення за рідною мовою за даними перепису 2001 року:
| Мова       | Чисельність | Відсоток |
| ---------- | ----------- | -------- |
| українська | 204         | 99,03%   |
| російська  | 2           | 0,97%    |
| Усього     | 206         | 100%     |